# Дамиан (Говоров)
Архиепи́скоп Дамиа́н (в миру Дмитрий Григорьевич Говоров; 8 [20] февраля 1855, Николаевка, Таганрогский округ, Область Войска Донского — 19 апреля 1936, София) — епископ Русской православной церкви заграницей, епископ Царицынский. C 1921 года приживал на покое в Болгарии; начальник и организатор Пастырско-богословского училища в монастыре святых Кирика и Иулитты в Болгарии.

## Биография
8 февраля 1855 года в селе Николаевке Таганрогского округа земли Войска Донского в семье священника Григория и Агафии Дмитриевны Костюковой, дочери диакона Донской епархии.
В 1878 году окончил Екатеринославскую духовную семинарию в звании студента.
С 1878 года — преподаватель Симферопольского духовного училища.
18 января 1881 года рукоположён во иерея и поставлен для служения в церкви Семи Херсонесских священномучеников при Симферопольском духовном училище.
В сентябре 1882 года переведён в Керчь, назначен настоятелем Захарие-Елисаветинской церкви. Преподавал Закон Божий в Керченском Кушниковском институте, Керченской женской гимназии, Мариинском детском приюте и в ряде городских училищ.
В 1898 году назначен настоятелем керченского Свято-Троицкого собора и благочинным приходов Керченского округа. В Керчи и в селах округа открыл несколько церковных школ. Особое внимание уделял борьбе с сектантской и атеистической пропагандой, вёл активную миссионерскую деятельность среди раскольников.
27 марта 1899 году возведён в сан протоиерея.
1 октября 1903 года назначен настоятелем Александро-Невской церкви в Севастополе. 11 января 1905 года переведён в Харьков настоятелем Петропавловской церкви. В 1907 году поступил в Киевскую духовную академию. На первом курсе обучения овдовел.
Окончил академию в 1911 году со степенью кандидата богословия.
22 сентября 1911 года в Киево-Печерской лавре митрополитом Киевским и Галицким Флавианом (Городецким) пострижен в монашество с именем Дамиан.
29 ноября 1911 года назначен ректором Кишинёвской духовной семинарии, а 4 декабря в Киево-Печерской лавре возведен епископом Каневским Иннокентием (Ястребовым) в сан архимандрита.
26 апреля 1916 года в Тифлисе хиротонисан во епископа Ереванского, викария Грузинского экзархата.
28 марта 1916 года назначен на должность штатного члена Грузино-Имеретинской Синодальной Конторы.
3 июля 1917 году — епископ Петровский, викарий Саратовской епархии.
21 сентября (4 октября) 1918 года постановлением Священного Синода № 814 на жительство в Царицын был перемещён первый викарий Саратовской епархии епископ Петровский Дамиан. При этом его титул стал «Царицынский», а титул правящего — «Саратовский и Петровский» вместо «Саратовский и Царицынский».
В годы Гражданской войны оказался на территории, занятой войсками Добровольческой армии генерала Деникина, а затем Русской армии генерала Врангеля. Активно поддержал белое движение.
Вместе с остатками Русской армии Врангеля епископ Дамиан покинул Крым в ноябре 1920 года. Более года находился в Константинополе. Критиковал зарубежный епископат за то, что он занимается созданием бюрократического аппарата, а не практическими делами: «Всё внимание сосредоточено было на управлении. Созданы были громоздкие учреждения вроде Высшего Церковного Управления, епископского совета, пресвитерского совета и проч. <…> Детям русским по школам некому было преподавать Закон Божий. Я преподавал его в нескольких училищах, потому что все священники заняты были по учреждениям административным». Сетовал, что его инициативы и начинания не встречают отклика со стороны руководства Русской Зарубежной Церкви.
В 1921 году переселился в Болгарию, надеясь там воплотить в жизнь свои начинания. Страны Балканского полуострова нуждались в духовенстве, и образованные священнослужители из России высоко ценились.
4/17 января 1922 года определением Высшего Русского Церковного Управления Заграницей епископу Дамиану было «разрешено открыть в Болгарии проектируемое им пастырское училище, но с тем, чтобы содержание последнего не ложилось на бюджет Высшего Церковного Управления».
6/19 мая 1922 года Священным Синодом Болгарской православной церкви назначен в Бачковский ставропигиальный монастырь «с поручением быть наставником и духовным руководителем братии монастыря, учеников священнического училища и всех богомольцев, посещающих монастырь».
11/24 сентября того же года послал во Временный Архиерейский Синод РПЦЗ письмо, в котором сообщал: «Священный Болгарский Синод, по моей просьбе, назначил меня игуменом ставропигиального монастыря Св. Кирика, Пловдивской епархии, где я, с разрешения Высшего Церковного Управления, открываю пастырско-богословское училище».
Управляющий русскими приходами в Болгарии епископ Серафим (Соболев), вначале относившийся к начинанию скептически, также высоко оценил деятельность епископа Дамиана.
13 мая 1930 года за просветительскую и миссионерскую деятельность был возведён Архиерейским Собором Русской Православной Церкви за границей в сан архиепископа.
Скончался 19 апреля 1936 года. Погребён 22 апреля 1936 года на русском кладбище в Софии.

## Публикации
- Историческая записка о Керченском Кушниковском девичьем институте. Керчь, 1886.
- Задачи миссионерства, вызываемые потребностями нашего времени. Керчь, 1909.
- В каком отношении стоит Евангелие к культуре. Керчь, 1910.
- Сущность и характер нравственного учения св. ап. Павла в Послании к римлянам. Керчь, 1911.
- Смоленская икона Богоматери и 1812 год. СПб., 1912.
- История Спасо-Преображенского мужского монастыря. Саратов, 1918.
- В единении сила. — Константинополь, 1921.
- Руководство по предмету пастырского богословия. — София, 1928. 129 с.
- Пастырско-богословское училище // Вестник Русского студенческого движения в Западной Европе. 1996. № 6. С. 10-11.
- Дневник моего беженства с духовенством Царицынской епархии в гражданскую войну с 1919 г. — Мир Православия (Волгоград), 2002, № 4, 280—318.